# Бернхарди, Иоганн Якоб
Иоганн Якоб Бернхарди (нем. Johann Jakob Bernhardi, 1 сентября 1774 — 13 мая 1850) — немецкий ботаник, миколог и врач.      

## Биография
Иоганн Якоб Бернхарди родился в Эрфурте 1 сентября 1774 года.
Бернхарди посвятил всю свою энергию подъёму ботанического сада и не боялся при этом личных жертв.
Он внёс значительный вклад в ботанику, описав множество видов растений.
В 1800 году была опубликована его работа Systematisches Verzeichniß der Pflanzen, welche um Erfurt gefunden werden.
Иоганн Якоб Бернхарди умер в Эрфурте 13 мая 1850 года.

## Научная деятельность
Иоганн Якоб Бернхарди специализировался на папоротниковидных, Мохообразных, семенных растениях и на микологии.

## Научные работы
- Catalogus plantarum horti Erfurtensis, 1799.
- Systematisches Verzeichniß der Pflanzen, welche um Erfurt gefunden werden, 1800[4].
- Anleitung zu Kenntnis der Pflanzen, 1804.
- Beobachtungen über Pflanzengefäße, 1805.
- Ueber den Begriff der Pflanzenart und seine Anwendung, 1835.